# زارا فيرن
زارا فيرن دوس سانتوس (بالفرنسية: Zarah Fairn dos Santos؛ مواليد 10 ديسمبر 1986) هي مُقاتلة فنون قتالية مختلطة فرنسية.

## وصلات خارجية
- زارا فيرن على موقع يو إف سي (الإنجليزية)
- زارا فيرن على موقع شيردوغ (الإنجليزية)
- زارا فيرن على موقع Tapology.com (الإنجليزية)